# 香农河
香农河（爱尔兰语：Sionainn，英语：River Shannon)是爱尔兰最长的河流，全长259公里，它几乎贯穿了整个爱尔兰岛，自古以来就是给常重要的水道。希腊学者托勒密就绘制过香农河的地图。

## 河道
香農河的源頭被稱為香農池，位於卡文郡的西北端，靠近北愛爾蘭邊界。香農河在利特里姆郡流經艾倫湖，接著往南，在香農河畔卡里克附近與波以耳河匯流。
里湖是香農河流域內的第二大湖泊，位於愛爾蘭島的中心位置，香農河與伊尼河皆流入此湖。離開里湖後香農河河道多次改變方向，在香農布里奇與薩克河匯流，接著往西南流入流域內的第一大湖德格湖，最終在利默里克流入香農河口灣。

## 另見
- 愛爾蘭河流